# Faggiano
Faggiano es una localidad y comune italiana de la provincia de Tarento, región de Apulia, con 3.513 habitantes.

## Evolución demográfica
| Gráfica de evolución demográfica de Faggiano entre 1861 y 2001 |
|                                                                |
| Fuente ISTAT - elaboración gráfica de Wikipedia                |